# Gift Wrapped from Paris
Albums de Sylvie Vartan
À Nashville
(1964) Il y a deux filles en moi
(1966)
Gift Wrapped from Paris est le 4e album de Sylvie Vartan. Il est sorti en LP 33 tours en 1965.

## Liste des titres
LP RCA LPM 3438
1. One More Day (2:23)
2. I Can't Make Him Look At Me (2:39)
3. One More Time, Encore une fois (2:19)
4. I Heard Somebody Say (2:12)
5. I Made My Choice (2:36)
6. My Boyfriend's Back (2:03)
7. Alley Oop (2:05)
8. It's Not A Game (2:16)
9. Since You Don't Care (2:44)
10. Love Has Laid His Hands On Me (2:03)
11. Wish You Well (2:36)